# Louise Fresco
Louise Ottilie Fresco (Meppel, 11 februari 1952) is een Nederlands wetenschapper, bestuurder en schrijver. Fresco was van 2014 tot 2022 voorzitter van Wageningen University & Research.

## Biografie

### Academische functies
Vanaf 1 juli 2014 tot 1 juli 2022 was Fresco bestuursvoorzitter van Wageningen University & Research, in welke functie zij werd opgevolgd door Sjoukje Heimovaara.
Daarvoor was zij universiteitshoogleraar aan de Universiteit van Amsterdam, met als aandachtsgebied de grondslagen van duurzame ontwikkeling in internationaal perspectief. Op 24 mei 2014 gaf zij haar afscheidscollege aan de UvA.
Louise Fresco is lid van de KNAW, buitenlands lid van de Royal Swedish Academy of Agriculture and Forestry in Stockholm, corresponderend lid van de Real Academia de Ingeniería in Madrid, lid van de Koninklijke Hollandsche Maatschappij der Wetenschappen en buitenlands lid van de Académie d’agriculture de France. Ook is zij Visiting Professor bij het Institute of Earth Sciences, Stanford University en bij de David and Lucile Packard Foundation in Palo Alto (VS). 
Daarnaast is zij Honorary professor aan Wageningen UR. Ze doceerde eerder in Uppsala, Stockholm en Leuven.

### Huidige overige functies
Sinds april 2019 is Louise Fresco independent Non-Executive Director van de Board of Directors van Syngenta, met speciale aandacht voor wetenschappelijke innovaties ten behoeve van gezonde, duurzame voedselproductie. Fresco is lid van de Trilaterale Commissie. Tevens is zij lid van de redactieraad van literair tijdschrift De Gids, lid van de Adviesraad Wereldvoedselprijs (World Food Prize) en lid van de Adviesraad van het Amsterdam Symposium on the History of Food. Zij is columnist bij NRC Handelsblad en juryvoorzitter van de Johannes van Damprijs. Zij is lid van het bestuur van de stichting Het Nationale Opera & Ballet Fonds en lid van de Raad van Ambassadeurs van het Nationaal Holocaust Museum in oprichting.

### Voormalige wetenschappelijke, adviserende en professionele activiteiten
Fresco promoveerde in 1986 cum laude met het proefschrift "Cassava in shifting cultivation : a systems approach to agricultural technology development in Africa" op het gebied van tropische plantenteelt bij Michiel Flach en Niels Röling aan de Wageningen Universiteit. Van 1990 tot 1997 was zij daar hoogleraar plantaardige productiesystemen, met als specialisatie tropische gebieden. Tijdens deze periode had zij een groot aandeel in educatieve hervormingen gericht op interdisciplinaire samenwerking, met name tussen plantenteelt en bodemkunde en de sociale wetenschappen, en was zij betrokken bij uitgebreid veldwerk in Spanje, West-Afrika en Latijns-Amerika. Sinds Fresco in de tweede helft van de jaren zeventig haar veldwerkcarrière begon bij de VN in Papoea-Nieuw-Guinea en Zaïre/Kongo, heeft zij voor professionele doeleinden meer dan 60 landen buiten Europa en Noord-Amerika bezocht.
Zij was van 1997 tot 1999 Director of Research op het Agriculture Department van de FAO, de Verenigde Naties Voedsel- en Landbouworganisatie (FAO) in Rome, waar zij vervolgens van januari 2000 tot mei 2006 Assistant Director-General was en verantwoordelijk voor technologische zaken op het gebied van landbouwproductie en later ook voedselvoorziening. Daarvoor was zij president van de Adviesraad voor Onderzoek naar Natuur en Milieu en medeoprichter en voorzitter van het Land Use and Land Cover Change Project (LUCC) van het International Geosphere-Biosphere Programme (IGBP). Vanaf 1986 heeft Fresco verschillende functies vervuld bij de Consultative Group on International Agricultural Research (CGIAR), onder andere als evaluator bij het International Potato Institute en voor een lange periode als bestuurslid van de West African Rice Development Association in Ivoorkust. Zij zat ook in het bestuur van het Asian Vegetable Research and Development Center in Taiwan.
Aan de Universiteit van Leiden bezette zij in het academisch jaar 2005-2006 de Cleveringa-leerstoel.  In 2006-2007 was zij voorzitter van de inspectie van het Earth System Science Partnership (ESSP), het gezamenlijke programma van het International Geosphere Biosphere- Programme (IGBP) en het International Human Dimensions of Global Change Programme (IDHP). Daarnaast was zij lid van de Deltacommissie (2007-2008), die zich buigt over bescherming van de Nederlandse kust en het achterland tegen de gevolgen van de te verwachten zeespiegelstijging en klimaatveranderingen. Zij was vicevoorzitter en lid van het bestuur van de United Nations University (2007-2013). Eerder was zij ook lid van jury de Heinekenprijs voor Milieu. 
Mei 2010 werd zij lid van het internationale wetenschappelijke team van de InterAcademy Council dat op verzoek van de Verenigde Naties het IPCC (Intergovernmental Panel on Climate Change) heeft doorgelicht. Eind 2010 trad zij als Trustee toe tot de Shell Foundation. Zij was jurylid van de Libris Literatuurprijs in 2011. In juni 2011 werd zij benoemd tot voorzitter van het Nationaal Platform Rio +20. Zij bekleedde tevens de functie van lid van de adviesraad van The Hague Institute for Global Justice.
Tot 01 mei 2014 was Fresco voorzitter van het Compagnie Fonds van het Scheepvaartmuseum en van de Professoren Kamer binnen dit Fonds. Tot 2014 was Fresco bestuurslid van de Praemium Erasmianum Foundation.
Van 2006 tot en met 2014 was Fresco lid van de Raad van Commissarissen van de Rabobank Nederland, een van 's werelds grootste banken in de agrarische sector.
Vanaf 2009 tot april 2017 was zij niet-uitvoerend bestuurder van Unilever en vanaf 2013 tevens voorzitter van het Corporate Responsibility Committee bij Unilever.
Louise Fresco was van 2010 tot 2018 bestuurslid van het Koninklijk Concertgebouworkest, tevens werd zij in 2010 lid van de Strategische Commissie van de OCP Group (Office Chérifien des Phosphates). Van 2010 tot 2019 was zij lid van de 3rd Steering Committee of the High Level Panel of Experts on Food Security and Nutrition (CFS_HLPE).
Van 2012 tot juli 2014 was Fresco lid van de Onderzoeksraad voor Veiligheid.
In de periode 2007-2014 was zij Kroonlid en lid van het Dagelijks Bestuur van de Sociaal-Economische Raad (SER).

### Publicaties
Fresco heeft een lange lijst met publicaties op haar naam staan, zowel in wetenschappelijke tijdschriften als in de populaire media. Ze schrijft een tweewekelijkse column in de NRC en wordt regelmatig gevraagd om deel te nemen aan nationale en internationale radio- en televisieprogramma's. Ze heeft negen niet-wetenschappelijke boeken in het Nederlands uitgebracht, waaronder drie romans. In oktober 2012 verscheen haar boek Hamburgers in het Paradijs, voedsel in tijden van schaarste en overvloed. 

Louise Fresco is lid van  PEN-International, de internationale schrijversorganisatie die zich onder andere inzet voor de vrijheid van meningsuiting en voor schrijvers die om hun meningen worden onderdrukt. Ze is lid van de Vereniging voor Letterkundigen. Fresco is ook een enthousiast liefhebber van de kunsten.
Fresco heeft ter gelegenheid van de 95e Dies Natalis van Wageningen University op 15 maart 2013 de Outstanding Alumnus Award ontvangen. Op 21 maart 2013 heeft het Koninklijk Instituut Van Ingenieurs KIVI NIRIA Fresco benoemd tot erelid. Met het erelidmaatschap waardeert KIVI NIRIA mensen die veel voor de techniek in het algemeen betekenen.
Op de Volkskrant Top 200 2012 van Invloedrijkste Nederlanders stond zij als tweede vrouw op de negentiende plaats en op de Trouw Top 100 2012 Duurzaamheid op de twaalfde plaats. In 2011 stond zij in de Opzij Top 100 Machtige Vrouwen op de eerste plaats in de categorie Wetenschap en Onderwijs.
In 2009 werd ze als spreker uitgenodigd om bij TED in Palm Springs te spreken. 
In 2008 ontving zij de Groeneveldprijs, deze prijs wordt jaarlijks uitgereikt aan een persoon of organisatie die zich bijzonder heeft ingezet voor het debat over natuur en landschap en daarbij een kritisch eigen geluid laat horen. Eveneens in 2008 werd ze op 1 augustus gedurende 3 uur geïnterviewd tijdens het Marathoninterview, een radioprogramma van de VPRO. In 2014 werd de Comeniusprijs aan haar toegekend.
Op 15 februari 2017 ontving zij een eredoctoraat van de KU Leuven. Ze werd doctor honoris causa als "unieke en geëngageerde stem in het academisch én in het maatschappelijk debat over duurzame voedselvoorziening".
Op 25 juni 2024 ontving Fresco in Den Haag van de Franse ambassadeur, François Alabrune, de ‘Chevalier dans l’Ordre National de Mérite’ (‘Ridder in de orde van nationale verdienste’). Deze onderscheiding wordt uitgereikt voor bijzondere verdienste in o.a. publieke en civiele functies.

### Fictie
- Bambusa, verhalenbundel, 1990
- De kosmopolieten, roman, 2003
- De tuin van de sultan van Rome, roman, 2005
- De utopisten, roman, 2007
- De idealisten, roman, 2018
- Hamburgers uit de moestuin, kinderboek, 2019
- De plantenjager uit Leningrad, historische roman, 2021

### Non-fictie
- De ondraaglijke lichtheid van de vleermuis: essays & beschouwingen, 1997, bundel
- Schaduwdenkers & lichtzoekers, 1998, Huizingalezing
- Nieuwe spijswetten: over voedsel en verantwoordelijkheid, 2006
- Het einde van de universiteit (volgens een rapport van de Universiteit van Oeloemia) 2007, diesrede UvA
- Van de vette streken der aarde, en overvloed van koren, 2010, lezing Radboud Universiteit Nijmegen
- Verraad, verleiding en verzoening : de rol van eten in speelfilms, 2010
- Hamburgers in het Paradijs. Voedsel in tijden van schaarste en overvloed, 2012
- Kruisbestuiving. Over kennis, kunst en het leven, 2014[7]
- Ons voedsel. Een levenslang verhaal, 2023

### Academisch
- Cassava in shifting cultivation: a systems approach to agricultural technology development in Africa (1986) (proefschrift)

### Gepubliceerde lezingen
- A treaty on animal production and other revisions in the Book of Agriculture and Food, Address to the 95th anniversary of Wageningen University and Research Center, 2013
- Food, Scarcity and Abundance, Keynote speech at the 200th Commemorative Meeting of Royal Swedish Academy of Agriculture and Forestry, Stockholm, 2013
- Al door het zeggen van het woord, Abel Herzberglezing, 2012
- Feiten in overvloed,  Kohnstammlezing, 2011
- Van de vette streken der aarde en overvloed van koren,  Westhofflezing, 2010
- Vlees noch vis,  AUV lezing, Universiteit van Amsterdam, 2009
- How to feed the whole world. The case for white bread, TED USA, 2009
- De smaak van zonlicht, Groeneveldlezing ter aanvaarding van de Groeneveldprijs, 2008
- Het einde van de universiteit, Diesrede Universiteit van Amsterdam, 2007
- Biomass, food and sustainability, Rabobank Duisenberg Lecture, Singapore, 2006
- Nieuwe Spijswetten, Cleveringa-rede, 2005
- Schaduwdenkers en Lichtzoekers, Huizingalezing, 1998

- Base de données des élites suisses: 94392
- Bibliothèque nationale de France: cb166314349 (data)
- Gemeinsame Normdatei: 17208069X
- International Standard Name Identifier: 0000 0001 1310 2629
- Library of Congress Control Number: n2010067788
- NARCIS: PRS1251243
- Nationale Bibliotheek van Israël: 987007580538105171
- Nederlandse Thesaurus van Auteursnamen: 072225475
- Système universitaire de documentation: 076090493
- Virtual International Authority File: 165065458
- WorldCat: E39PBJwRY4tXtwrVWP6xXTqWjC